# De doctrina Christiana
De doctrina Christiana (укр. Про християнську доктрину) — це богословський текст, написаний Аврелієм Августином із Гіппо. Він складається з чотирьох книг, в яких описується, як тлумачити та викладати Святе Письмо. Перші три з цих книг були опубліковані у 397 році, а четверта додана у 426 році. Написавши цей текст, Августин поставив перед християнськими вчителями та проповідниками три завдання: відкривати істину у змісті Святого Письма, вчити істині зі Святого Письма та захищати істину Святого Письма, коли вона піддається обрудненню.

## Підґрунтя
Починаючи з 389 року н.е., потужне застосування віри в політиці призвело до того, що імператор Феодосій видав серію едиктів проти язичництва, які завершилися у 391 році законом, який зробив язичницьке поклоніння незаконним. У Золоте століття Афін політика та створені людиною закони визначали поведінку людей, а місто — держава розглядалося як прояв найвищих людських цінностей, що дало початок політичній філософії. Християнство призвело до зміни курсу західного суспільства, зажадавши нової культурної ідентичності та нової програми освіти. З цією метою імператор Юстиніан (483—565 рр. н.е.) припинив державне фінансування кафедр риторики, по суті, поклавши край язичницькій класичній традиції. З цього часу класична спадщина стала розглядатися через призму християнства, що збільшило потребу у підході до вивчення Святого Письма, який відповідав би витонченості класичної спадщини. De doctrina Christiana надала середньовічному світу такий інструмент.

## Зміст

### Пролог
Пролог складається з відповіді тим, хто чинить опір проєкту Августина зі створення правил тлумачення Писання. Августин викладає три можливі варіанти заперечень, включаючи тих, хто не розуміє його настанов, тих, хто не може ефективно використовувати його вчення, і тих, хто вважає, що вже готовий до тлумачення Писання. Щодо перших двох типів критиків Августин заявляє, що він не може нести відповідальність за їхню нездатність зрозуміти.
Потім він звертається до третього типу критиків — тим, хто вважає, що вже здатний тлумачити Писання. Якщо їхні твердження є вірними, він визнає, що вони отримали велике благословення. Однак вони повинні визнати, що сама мова була засвоєна людиною, а не безпосередньо Богом. Тому Бог створив людей, щоб вони вчилися одне в одного, а ми повинні вчитися зі смиренням. Все добре вчення від людини в кінцевому підсумку походить від Бога. Тому здатність розуміти незрозуміле є одночасно і Божим даром і підкріплюється людським вченням.

### Книга перша
У першій книзі обговорюються питання насолоди, використання, інтерпретації та зв'язку різних християнських доктрин із цими поняттями. Августин починає з обговорення етапів процесу інтерпретації: виявлення того, що має бути зрозуміле, та спосіб навчання того, що було виявлено.
Потім він розвиває платонівське уявлення про те, що існують речі та знаки. Знаки використовуються для символізації речей, але самі вважаються речами, тому що вони також є сенсом. Вони наділяються змістом завдяки їхньому повторенню та поширенню в суспільстві.
Одними речами потрібно насолоджуватися (лат. frui), а іншими — користуватися (лат. uti). Речі, якими ми насолоджуємося, — це ті, які ми вважаємо добрими власними силами, а речі, які ми використовуємо, — це ті, які хороші заради чогось іншого. Єдине, що можна насолоджуватися, — це Бог. Всі інші речі, включно з іншими людьми, повинні використовуватися у зв'язку з належною метою насолоди. Використовувати те, що має бути насолодою, або навпаки — значить не любити належним чином. Обговорення насолоди та використання призводить до розширеного роздуму про мотивацію, Слово як тіло і людство як образ Божий.
Перша книга завершується обговоренням любові: як люди повинні любити Бога, як любов Бога виражається у Його використанні людства, і як люди можуть оцінити любов Бога через Писання, віру та милосердя. Августин також стверджує, що ті, хто думає, що розуміє Писання, але не тлумачить його так, щоб воно відображало милосердя та любов, насправді не розуміють його.

### Книга друга
У другій книзі обговорюються типи невідомих знаків, присутніх у світі, дається визначення кожного з них та представлені методи розуміння Писання. Незрозумілі знаки включають невідомі буквальні знаки й невідомі образні знаки. Невідомі знаки – це ті, значення яких невідомі. Августин каже, що особливістю Писання є неясність і що неясність — це результат гріха: Бог зробив Писання неясним, щоб спонукати й кинути виклик нашому занепалому розуму.
Августин стверджує, що існує сім ступенів до мудрості у тлумаченні Писання: страх Божий, святість і віра, вченість (або знання), сила, добра порада, чистота серця, а потім мудрість.
Він також відрізняє «істину» від «логіки» та стверджує, що логіка може призвести до брехні. Він стверджує, що краще мати істину, аніж логіку.
Августин стверджує, що запам'ятовування Святого Письма має вирішальне значення для розуміння. Коли читач «знаком із мовою Писання», він може спробувати розплутати незрозумілі розділи. Він також наголошує на важливості вивчення Писання мовою оригіналу, щоб уникнути проблем, пов'язаних з недосконалими та розбіжними перекладами. Протягом усієї другої книги Августин підкреслює важливість методу, а також чесноти для досягнення мудрості через Писання. Він аналізує джерела знання, розуму та красномовства, а також милосердя та смирення.
У розділі 8 Августин обговорює канон Біблії. Визначаючи, які книги слід включити в канон, він пише: «Тепер, що стосується канонічних Писань, [тлумач] повинен слідувати судженню більшої кількості католицьких церков; і серед них, звичайно, високе місце має бути віддане тим, які вважаються гідними бути місцем апостола та отримувати послання». Для Старого Завіту він перераховує 44 книги. Для Нового Завіту він перераховує 27 книжок сучасного канону. Він пише, що є «чотирнадцять послань апостола Павла», включаючи Послання до Євреїв. Список Августина збігається з каноном, затвердженим третім Карфагенським синодом (397 р. н.е.), і цілком можливо, що він міг відіграти певну роль у вирішенні синоду про канон.

### Книга третя
У третій книзі розглядається, як тлумачити двозначні буквальні та двозначні образні знаки. Двозначні знаки — це ті, сенс яких неясний чи заплутаний. Він пропонує спочатку відрізнити речі від символів. Потім, коли відмінність зроблено, зрозуміти буквальний зміст тексту (речі як речі, трохи більше). Визначити, чи є у тексті глибший зміст, можна, розпізнавши інший, образніший, спосіб написання. Це може показати, що речі також є ознаками чогось іншого. Наприклад, дерево, що постаріло, може бути буквальним деревом або символом довгого життя (як знак або алегорія).
Августин наголошує на правильних мотивах при тлумаченні Писання і стверджує, що важливіше зміцнити любов, ніж прийти до історично або буквально точного тлумачення. Він також наголошує, що сучасні читачі повинні розуміти, що деякі дії (наприклад, мати кілька дружин), які були прийнятні для давніх, більше не прийнятні, і тому мають тлумачитися образно. Розуміння таких тропів, як іронія та антифразис, також буде корисним для інтерпретації.
Останній розділ третьої книги — одне з пізніх доповнень Августина (разом з четвертою книгою), що складається з семи правил Тиконію для тлумачення Писання: Господь і його тіло, подвійний поділ тіла Господа, обітниці та закон (або дух і літера), вид і рід, часи, рекапітуляція і диявол та його тіло.

### Книга четверта
У четвертій книзі обговорюються відносини між християнською істиною та риторикою, важливість красномовства та роль проповідника. Ця книга була прикладена до роботи через кілька років після її початкового написання, разом із закінченням третьої книги. Августин знову наголошує на важливості як відкриття, так і навчання для тлумачення Писання. Він попереджає читача, що не обговорюватиме тут правила риторики, бо, хоча вони є прийнятними та корисними для християнського оратора, їх легко можна вивчити в іншому місці. Хоча красномовство — це вміння, яке може бути використане на благо чи зло, воно має використовуватися в служінні мудрості. Тому проповіднику не обов'язково бути промовистим, але лише мудрим. Проте красномовство може підвищити здатність людини вчити мудрості. Таким чином, правильною метою риторики має бути навчання мудрості за допомогою промови.
Потім Августин аналізує зв'язок між красномовством та навчанням, включаючи різні стилістичні моменти, обговорення натхнення та твердження про те, що і красномовство, і навчання мають цінуватись. Спираючись на Цицерона, Августин виділяє три типи стилю — стриманий стиль, помірний стиль, та величний — і обговорює відповідний контекст кожному з них. Використання цих стилів має визначатись предметом, а також аудиторією.
Нарешті, на закінчення Августин говорить про важливість життя проповідника, яка для переконання аудиторії важливіша за красномовство. У цьому плані справи (дії проповідника) важливіше знаків (слів проповідника). Молитва потрібна для того, щоб отримати від Бога мудрість, яка буде передана слухачам. Текст завершується закликом до смирення та вдячністю Богові за те, що Августин зміг обговорити ці теми.